# Hieracium chondrillifolium
Hieracium chondrillifolium — вид квіткових рослин з родини айстрових (Asteraceae). Вид зростає в Європі: Австрія, Ліхтенштейн, Боснія і Герцеговина, Франція, Німеччина, Швейцарія, Італія, Польща, Словаччина, Словенія; це багаторічна рослина.